# Myxilla agennes
Myxilla agennes är en svampdjursart som beskrevs av de Laubenfels 1930. Myxilla agennes ingår i släktet Myxilla och familjen Myxillidae.
Artens utbredningsområde är Kalifornien. Inga underarter finns listade i Catalogue of Life.